# Rio Hotel Ltd. c. Nouveau-Brunswick (Commission des licences et permis d'alcool)
Rio Hotel Ltd. c. Nouveau-Brunswick (Commission des licences et permis d'alcool) est un arrêt de principe de la Cour suprême du Canada rendu en 1987 sur la compétence pénale en vertu de la Loi constitutionnelle de 1867. La Cour a jugé que, malgré le chevauchement avec la loi fédérale valide, une loi provinciale qui limitait la quantité de nudité dans les bars était constitutionnellement valide.

## Les faits
La Loi sur la réglementation des alcools du Nouveau-Brunswick exigeait que tous les permis d'alcool soient accompagnés d'une « licence pour présenter des spectacles de personnes », qui limitait le degré de nudité autorisé dans l'établissement. Rio Hotel a décidé de contester la constitutionnalité de la loi au motif qu'elle concernait la moralité publique, qui relève du droit pénal fédéral.
La question dont la Cour suprême était saisie était de savoir si « une interdiction provinciale des spectacles nus rattachée à un régime de délivrance de permis d'alcool s'applique malgré les interdictions plus générales mais connexes contenues dans le Code ». La Cour a jugé à l'unanimité que le régime trouve application.

## Motifs du jugement de la Cour suprême
Le juge en chef Brian Dickson, écrivant pour les juges McIntyre, Wilson et Le Dain, a conclu que la loi était valide. Dickson a caractérisé la loi comme réglementant le divertissement en tant que moyen d'augmenter les ventes d'alcool. Il est présumé que cette question est à la fois de nature locale et relative à la propriété et aux droits civils. Bien qu'il y ait des dispositions dans le Code criminel traitant de la nudité, elles n'entrent pas en conflit avec la loi provinciale.
De plus, la loi n'avait pas les conséquences pénales requises pour constituer une loi pénale valide.